# Championnat de Russie de football de troisième division 1999
Navigation
Édition précédente Édition suivante
La saison 1999 de Vtoroï Divizion est la huitième édition de la troisième division russe. Elle prend place du 5 avril au 6 novembre 1999.
Cent-huit clubs du pays sont divisés en six zones géographiques (Centre, Est, Ouest, Oural, Povoljié, Sud) contenant entre seize et vingt équipes chacune, où ils s'affrontent deux fois, à domicile et à l'extérieur. En fin de saison, un nombre variable d'équipes dans chaque zone est relégué en quatrième division, tandis que le vainqueur de chaque zone est qualifié pour les barrages de promotion, qui voient s'affronter les six vainqueurs de groupe pour déterminer les trois clubs promus en deuxième division.

## Compétition

### Règlement
Le classement est établi sur le barème de points suivant : trois points pour une victoire, un pour un match nul et aucun pour une défaite. Pour départager les équipes à égalité de points, les critères suivants sont utilisés :
1. Nombre de matchs gagnés
2. Confrontations directes (points, matchs gagnés, différence de buts, buts marqués, buts marqués à l'extérieur)
3. Différence de buts générale
4. Buts marqués (général)
5. Buts marqués à l'extérieur (général)

### Zone Centre

#### Participants
Légende des couleurs
- Promu de quatrième division

| Club                      | D3 depuis | Classement 1998 |
| ------------------------- | --------- | --------------- |
| FK Orel                   | 1997      | 2               |
| Spartak Riazan            | 1994      | 3               |
| Spartak Tambov            | 1997      | 4               |
| Lokomotiv Liski           | 1996      | 5               |
| Kosmos Elektrostal        | 1998      | 6               |
| Don Novomoskovsk          | 1996      | 7               |
| Spartak Loukhovitsy       | 1998      | 8               |
| Torpedo Vladimir          | 1998      | 10              |
| FK Khimki                 | 1998      | 10 (Ouest)      |
| Fabous Bronnitsy          | 1998      | 11              |
| Dinamo Briansk            | 1998      | 12              |
| Spartak-Telekom Chouïa    | 1998      | 12 (Povoljié)   |
| FK Kolomna                | 1998      | 13              |
| Arsenal-2 Toula           | 1998      | 14              |
| Titan Jeleznodorojny      | 1998      | 15              |
| Lokomotiv Kalouga         | 1998      | 17              |
| Avangard Koursk           | 1996      | 18              |
| Saliout-Ioukos Belgorod   | 1997      | 18              |
| Spartak-Tchoukotka Moscou | 1999      | 1 (D4, Moscou)  |

#### Classement
| Rang | Équipe                      | Pts | J  | G  | N  | P  | Bp | Bc | Diff |
| ---- | --------------------------- | --- | -- | -- | -- | -- | -- | -- | ---- |
| 1    | Spartak-Tchoukotka Moscou P | 83  | 36 | 25 | 8  | 3  | 70 | 28 | +42  |
| 2    | FK Kolomna                  | 72  | 36 | 22 | 6  | 8  | 68 | 44 | +24  |
| 3    | Kosmos Elektrostal          | 71  | 36 | 22 | 5  | 9  | 63 | 25 | +38  |
| 4    | FK Orel                     | 67  | 36 | 20 | 7  | 9  | 53 | 27 | +26  |
| 5    | Dinamo Briansk              | 63  | 36 | 18 | 9  | 9  | 51 | 24 | +27  |
| 6    | FK Khimki                   | 62  | 36 | 17 | 11 | 8  | 51 | 35 | +16  |
| 7    | Spartak Tambov              | 59  | 36 | 18 | 5  | 13 | 56 | 42 | +14  |
| 8    | Lokomotiv Liski             | 56  | 36 | 16 | 8  | 12 | 54 | 40 | +14  |
| 9    | Fabous Bronnitsy            | 55  | 36 | 16 | 7  | 13 | 41 | 38 | +3   |
| 10   | Spartak Riazan              | 50  | 36 | 15 | 5  | 16 | 46 | 46 | 0    |
| 11   | Spartak-Telekom Chouïa      | 48  | 36 | 13 | 9  | 14 | 32 | 35 | -3   |
| 12   | Lokomotiv Kalouga           | 45  | 36 | 12 | 9  | 15 | 40 | 48 | -8   |
| 13   | Don Novomoskovsk            | 42  | 36 | 12 | 6  | 18 | 31 | 44 | -13  |
| 14   | Spartak Loukhovitsy         | 36  | 36 | 11 | 5  | 20 | 42 | 65 | -23  |
| 15   | Avangard Koursk             | 37  | 36 | 10 | 7  | 19 | 40 | 59 | -19  |
| 16   | Arsenal-2 Toula             | 33  | 36 | 9  | 6  | 21 | 31 | 56 | -25  |
| 17   | Titan Jeleznodorojny        | 29  | 36 | 6  | 11 | 19 | 32 | 69 | -37  |
| 18   | Torpedo Vladimir            | 25  | 36 | 6  | 7  | 23 | 35 | 64 | -29  |
| 19   | Saliout-Ioukos Belgorod     | 21  | 36 | 4  | 9  | 23 | 27 | 74 | -47  |

Promotion en deuxième division
- 1er : barrages de promotion

Relégation en quatrième division
- 18e et 19e : relégation
- 10e : rétrogradation

Abréviations
- P : Promu de quatrième division

1. ↑  Le Spartak Riazan est dissous à l'issue de la saison.

### Zone Est

#### Participants
Légende des couleurs
- Relégué de deuxième division
- Promu de quatrième division

| Club                           | D3 depuis | Classement 1998 |
| ------------------------------ | --------- | --------------- |
| Irtych Omsk                    | 1999      | 21 (D2)         |
| Tchkalovets Novossibirsk       | 1997      | 2               |
| Zvezda Irkoutsk                | 1997      | 3               |
| SKA-Khabarovsk                 | 1994      | 4               |
| Metallourg Novokouznetsk       | 1994      | 5               |
| Amour-Energia Blagovechtchensk | 1993      | 6               |
| Luch Vladivostok               | 1998      | 7               |
| Selenga Oulan-Oude             | 1994      | 8               |
| Dinamo Barnaoul                | 1994      | 9               |
| Zaria Leninsk-Kouznetski       | 1998      | 10              |
| Samotlor-XXI Nijnevartovsk     | 1994      | 10 (Oural)      |
| Kouzbass Kemerovo              | 1994      | 11              |
| Dinamo Omsk                    | 1993      | 11 (Oural)      |
| Okean Nakhodka                 | 1997      | 13              |
| Sibiriak Bratsk                | 1998      | 14              |
| Reformatsia Abakan             | 1999      | 1 (D4, Sibérie) |

#### Classement
| Rang | Équipe                         | Pts  | J  | G  | N | P  | Bp | Bc | Diff |
| ---- | ------------------------------ | ---- | -- | -- | - | -- | -- | -- | ---- |
| 1    | Metallourg Novokouznetsk       | 65   | 30 | 20 | 5 | 5  | 63 | 28 | +35  |
| 2    | SKA-Khabarovsk                 | 64   | 30 | 20 | 4 | 6  | 46 | 17 | +29  |
| 3    | Amour-Energia Blagovechtchensk | 60   | 30 | 18 | 6 | 6  | 53 | 25 | +28  |
| 4    | Sibiriak Bratsk                | 57   | 30 | 18 | 3 | 9  | 48 | 31 | +17  |
| 5    | Tchkalovets Novossibirsk       | 54   | 30 | 16 | 6 | 8  | 60 | 42 | +18  |
| 6    | Kouzbass Kemerovo              | 52   | 30 | 16 | 4 | 10 | 34 | 24 | +10  |
| 7    | Luch Vladivostok               | 49   | 30 | 14 | 7 | 9  | 43 | 32 | +11  |
| 8    | Zvezda Irkoutsk                | 46   | 30 | 13 | 7 | 10 | 37 | 31 | +6   |
| 9    | Dinamo Barnaoul                | 45   | 30 | 13 | 6 | 11 | 40 | 34 | +6   |
| 10   | Irtych Omsk R                  | 42   | 30 | 12 | 6 | 12 | 30 | 34 | -4   |
| 11   | Reformatsia Abakan P           | 37   | 30 | 10 | 7 | 13 | 38 | 45 | -7   |
| 12   | Okean Nakhodka                 | 24   | 30 | 7  | 3 | 20 | 18 | 38 | -20  |
| 13   | Zaria Leninsk-Kouznetski       | 24   | 30 | 6  | 6 | 18 | 20 | 40 | -20  |
| 14   | Dinamo Omsk                    | 21   | 30 | 5  | 6 | 19 | 22 | 56 | -34  |
| 15   | Selenga Oulan-Oude             | 16   | 30 | 4  | 4 | 22 | 17 | 57 | -40  |
| 16   | Samotlor-XXI Nijnevartovsk     | 8-12 | 30 | 4  | 8 | 18 | 19 | 54 | -35  |

Promotion en deuxième division
- 1er : barrages de promotion

Relégation en quatrième division
- 16e : relégation
- 5e et 13e : rétrogradation

Abréviations
- P : Promu de quatrième division
- R : Relégué de deuxième division
- -12 : Points de pénalité

1. 1 2  Le Tchkalovets Novossibirsk et le Zaria Leninsk-Kouznetski se retirent de la compétition à l'issue de la saison.
2. ↑  Le Samotlor-XXI Nijnevartovsk se voit retirer douze points pour le non-paiement des indemnités de transfert de deux joueurs.

### Zone Ouest

#### Participants
Légende des couleurs
- Promu de quatrième division

| Club                             | D3 depuis | Classement 1998    |
| -------------------------------- | --------- | ------------------ |
| Spartak Chtchiolkovo             | 1995      | 2                  |
| Dynamo-2 Moscou                  | 1998      | 3                  |
| Mosenergo Moscou                 | 1998      | 4                  |
| Spartak-2 Moscou                 | 1998      | 5                  |
| Zénith-2 Saint-Pétersbourg       | 1998      | 6                  |
| Avtomobilist Noguinsk            | 1997      | 7                  |
| Dinamo Saint-Pétersbourg         | 1996      | 8                  |
| Dinamo Vologda                   | 1994      | 9                  |
| Spartak-Peresvet Briansk         | 1998      | 9 (Centre)         |
| Energia Velikié Louki            | 1998      | 11                 |
| CSKA-2 Moscou                    | 1998      | 12                 |
| Sportakademklub Moscou           | 1998      | 13                 |
| Volotchanine-89 Vychni Volotchek | 1998      | 14                 |
| Volga Tver                       | 1997      | 15                 |
| Neftianik Iaroslavl              | 1998      | 16                 |
| Torpedo-2 Moscou                 | 1998      | 17                 |
| Lokomotiv-2 Moscou               | 1998      | 18                 |
| Spartak Kostroma                 | 1998      | 19                 |
| Oazis Iartsevo                   | 1999      | 1 (D4, Nord-Ouest) |
| Saturn-2 Ramenskoïe              | 1999      | Fondation          |

#### Classement
| Rang | Équipe                           | Pts | J  | G  | N  | P  | Bp | Bc | Diff |
| ---- | -------------------------------- | --- | -- | -- | -- | -- | -- | -- | ---- |
| 1    | Avtomobilist Noguinsk            | 89  | 38 | 28 | 5  | 5  | 83 | 31 | +52  |
| 2    | Spartak Chtchiolkovo             | 69  | 38 | 19 | 12 | 7  | 66 | 35 | +31  |
| 3    | Saturn-2 Ramenskoïe P            | 68  | 38 | 19 | 11 | 8  | 49 | 32 | +17  |
| 4    | Sportakademklub Moscou           | 63  | 38 | 18 | 9  | 11 | 56 | 50 | +6   |
| 5    | Zénith-2 Saint-Pétersbourg       | 62  | 38 | 18 | 8  | 12 | 56 | 37 | +19  |
| 6    | Mosenergo Moscou                 | 62  | 38 | 18 | 8  | 12 | 52 | 44 | +8   |
| 7    | Volotchanine-89 Vychni Volotchek | 61  | 38 | 17 | 10 | 11 | 46 | 35 | +11  |
| 8    | Dynamo-2 Moscou                  | 59  | 38 | 17 | 8  | 13 | 56 | 38 | +18  |
| 9    | Spartak-2 Moscou                 | 56  | 38 | 15 | 11 | 12 | 48 | 34 | +14  |
| 10   | Dinamo Vologda                   | 56  | 38 | 15 | 11 | 12 | 45 | 38 | +7   |
| 11   | Neftianik Iaroslavl              | 51  | 38 | 13 | 12 | 13 | 35 | 30 | +5   |
| 12   | Oazis Iartsevo P                 | 51  | 38 | 11 | 18 | 9  | 40 | 32 | +8   |
| 13   | Dinamo Saint-Pétersbourg         | 45  | 38 | 11 | 12 | 15 | 31 | 39 | -8   |
| 14   | Lokomotiv-2 Moscou               | 45  | 38 | 11 | 12 | 15 | 39 | 52 | -13  |
| 15   | CSKA-2 Moscou                    | 40  | 38 | 10 | 10 | 18 | 38 | 45 | -7   |
| 16   | Energia Velikié Louki            | 38  | 38 | 10 | 8  | 20 | 31 | 66 | -35  |
| 17   | Torpedo-2 Moscou                 | 37  | 38 | 9  | 10 | 19 | 36 | 55 | -19  |
| 18   | Spartak Kostroma                 | 33  | 38 | 8  | 9  | 21 | 35 | 75 | -40  |
| 19   | Volga Tver                       | 29  | 38 | 7  | 8  | 23 | 27 | 56 | -29  |
| 20   | Spartak-Peresvet Briansk         | 26  | 38 | 6  | 8  | 24 | 36 | 81 | -45  |

Promotion en deuxième division
- 1er : barrages de promotion

Relégation en quatrième division
- 19e et 20e : relégation
- 13e : rétrogradation

Abréviations
- P : Promu de quatrième division

1. ↑  Dinamo Saint-Pétersbourg se retire de la compétition à l'issue de la saison.

### Zone Oural

#### Participants
Légende des couleurs
- Relégué de deuxième division

| Club                             | D3 depuis | Classement 1998 |
| -------------------------------- | --------- | --------------- |
| Neftekhimik Nijnekamsk           | 1999      | 17 (D2)         |
| Kamaz Naberejnye Tchelny         | 1999      | 22 (D2)         |
| Nosta Novotroïtsk                | 1992      | 2               |
| Ouralmach Iekaterinbourg         | 1998      | 3               |
| Energia Tchaïkovski              | 1996      | 4               |
| OuralAZ Miass                    | 1994      | 5               |
| Sodovik Sterlitamak              | 1997      | 6               |
| Zénith Tcheliabinsk              | 1998      | 7               |
| Metallourg-Metiznik Magnitogorsk | 1998      | 8               |
| Dinamo Perm                      | 1998      | 9               |
| Gazovik Orenbourg                | 1998      | 12              |
| Irtych Tobolsk                   | 1994      | 13              |
| Ouralets Nijni Taguil            | 1998      | 14              |
| FK Kourgan                       | 1992      | 15              |
| Neftianik Pokhvistnevo           | 1998      | 16              |
| Dinamo Ijevsk                    | 1995      | 17              |

#### Classement
| Rang | Équipe                           | Pts | J  | G  | N  | P  | Bp | Bc | Diff |
| ---- | -------------------------------- | --- | -- | -- | -- | -- | -- | -- | ---- |
| 1    | Nosta Novotroïtsk                | 70  | 30 | 21 | 7  | 2  | 84 | 18 | +66  |
| 2    | Neftekhimik Nijnekamsk R         | 66  | 30 | 19 | 9  | 2  | 55 | 19 | +36  |
| 3    | Zénith Tcheliabinsk              | 57  | 30 | 16 | 9  | 5  | 46 | 28 | +18  |
| 4    | Sodovik Sterlitamak              | 52  | 30 | 14 | 10 | 6  | 45 | 25 | +20  |
| 5    | OuralAZ Miass                    | 51  | 30 | 15 | 6  | 9  | 50 | 37 | +13  |
| 6    | Metallourg-Metiznik Magnitogorsk | 50  | 30 | 14 | 8  | 8  | 44 | 37 | +7   |
| 7    | Ouralmach Iekaterinbourg         | 49  | 30 | 14 | 7  | 9  | 49 | 30 | +19  |
| 8    | Ouralets Nijni Taguil            | 48  | 30 | 13 | 9  | 8  | 36 | 24 | +12  |
| 9    | Dinamo Perm                      | 44  | 30 | 14 | 2  | 14 | 56 | 52 | +4   |
| 10   | Kamaz Naberejnye Tchelny R       | 40  | 30 | 11 | 7  | 12 | 41 | 46 | -5   |
| 11   | Gazovik Orenbourg                | 36  | 30 | 10 | 6  | 14 | 34 | 37 | -3   |
| 12   | Dinamo Ijevsk                    | 29  | 30 | 8  | 5  | 17 | 36 | 52 | -16  |
| 13   | Energia Tchaïkovski              | 26  | 30 | 7  | 5  | 18 | 28 | 53 | -25  |
| 14   | Irtych Tobolsk                   | 24  | 30 | 6  | 6  | 18 | 19 | 46 | -27  |
| 15   | FK Kourgan                       | 13  | 30 | 3  | 4  | 23 | 19 | 78 | -59  |
| 16   | Neftianik Pokhvistnevo           | 13  | 30 | 3  | 4  | 23 | 13 | 74 | -61  |

Promotion en deuxième division
- 1er : barrages de promotion

Relégation en quatrième division
- 14e : rétrogradation
- 16e : abandon

Abréviations
- R : Relégué de deuxième division

1. ↑  L'Irtych Tobolsk se retire de la compétition à l'issue de la saison.
2. ↑  Le Neftianik Pokhvistnevo se retire de la compétition à l'issue de la phase aller. Ses matchs restants sont comptés comme des défaites sur tapis vert sur le score de 3-0 en faveur de l'adversaire.

### Zone Povoljié

#### Participants
Légende des couleurs
- Relégué de deuxième division
- Promu de quatrième division

| Club                         | D3 depuis | Classement 1998     |
| ---------------------------- | --------- | ------------------- |
| Lada-VAZ Togliatti           | 1999      | 19 (D2)             |
| Torpedo Pavlovo              | 1995      | 2                   |
| Torpedo Voljski              | 1998      | 3                   |
| Energetik Ouren              | 1998      | 4                   |
| Torpedo Arzamas              | 1997      | 5                   |
| Diana Voljsk                 | 1998      | 6                   |
| Svetotekhnika Saransk        | 1994      | 7                   |
| Biokhimik-Mordovia Saransk   | 1998      | 8                   |
| Zénith Penza                 | 1998      | 9                   |
| FK Balakovo                  | 1998      | 10                  |
| Volga Oulianovsk             | 1997      | 11                  |
| Energia Oulianovsk           | 1998      | 13                  |
| Iskra Engels                 | 1998      | 14                  |
| Khimik Dzerjinsk             | 1998      | 15                  |
| Saliout Saratov              | 1998      | 16                  |
| Rotor-2 Volgograd            | 1998      | 17                  |
| Dinamo-Machinostroïtel Kirov | 1999      | 1 (D4, Anneau d'or) |
| Metallourg Vyksa             | 1999      | 1 (D4, Povoljié)    |

#### Classement
| Rang | Équipe                         | Pts | J  | G  | N  | P  | Bp | Bc | Diff |
| ---- | ------------------------------ | --- | -- | -- | -- | -- | -- | -- | ---- |
| 1    | Lada-VAZ Togliatti R           | 85  | 34 | 27 | 4  | 3  | 89 | 22 | +67  |
| 2    | Torpedo Pavlovo                | 71  | 34 | 22 | 5  | 7  | 66 | 22 | +44  |
| 3    | Volga Oulianovsk               | 63  | 34 | 19 | 6  | 9  | 49 | 33 | +16  |
| 4    | Energetik Ouren                | 61  | 34 | 19 | 4  | 11 | 49 | 36 | +13  |
| 5    | Iskra Engels                   | 55  | 34 | 16 | 7  | 11 | 42 | 37 | +5   |
| 6    | Diana Voljsk                   | 54  | 34 | 15 | 9  | 10 | 46 | 33 | +13  |
| 7    | Metallourg Vyksa P             | 53  | 34 | 16 | 5  | 13 | 45 | 35 | +10  |
| 8    | Biokhimik-Mordovia Saransk     | 49  | 34 | 12 | 13 | 9  | 30 | 28 | +2   |
| 9    | Khimik Dzerjinsk               | 47  | 34 | 13 | 8  | 13 | 39 | 44 | -5   |
| 10   | Energia Oulianovsk             | 45  | 34 | 14 | 3  | 17 | 30 | 46 | -16  |
| 11   | FK Balakovo                    | 44  | 34 | 12 | 8  | 14 | 47 | 44 | +3   |
| 12   | Svetotekhnika Saransk          | 40  | 34 | 11 | 7  | 16 | 34 | 52 | -18  |
| 13   | Torpedo Voljski                | 37  | 34 | 11 | 4  | 19 | 35 | 56 | -21  |
| 14   | Saliout Saratov                | 35  | 34 | 9  | 8  | 17 | 27 | 42 | -15  |
| 15   | Rotor-2 Volgograd              | 33  | 34 | 9  | 6  | 19 | 37 | 63 | -26  |
| 16   | Dinamo-Machinostroïtel Kirov P | 32  | 34 | 8  | 8  | 18 | 45 | 58 | -13  |
| 17   | Zénith Penza                   | 30  | 34 | 9  | 3  | 22 | 33 | 67 | -34  |
| 18   | Torpedo Arzamas                | 28  | 34 | 8  | 4  | 22 | 32 | 57 | -25  |

Promotion en deuxième division
- 1er : barrages de promotion

Relégation en quatrième division
- 17e et 18e : relégation
- 10e : rétrogradation

Abréviations
- P : Promu de quatrième division
- R : Relégué de deuxième division

1. ↑  L'Energia Oulianovsk se retire de la compétition à l'issue de la saison.

### Zone Sud

#### Participants
Légende des couleurs
- Relégué de deuxième division
- Promu de quatrième division

| Club                   | D3 depuis | Classement 1998   |
| ---------------------- | --------- | ----------------- |
| Droujba Maïkop         | 1999      | 18 (D2)           |
| Kouban Krasnodar       | 1999      | 20 (D2)           |
| Angoucht Nazran        | 1996      | 2                 |
| Kavkazkabel Prokhladny | 1992      | 4                 |
| Avtodor Vladikavkaz    | 1995      | 5                 |
| Rostselmach-2 Rostov   | 1998      | 6                 |
| FK Slaviansk           | 1998      | 7                 |
| FK Mozdok              | 1998      | 8                 |
| Torpedo Taganrog       | 1994      | 9                 |
| Nart Nartkala          | 1998      | 10                |
| Venets Goulkevitchi    | 1997      | 11                |
| Torpedo Gueorguievsk   | 1998      | 12                |
| Dinamo Makhatchkala    | 1998      | 14                |
| Chaktior Chakhty       | 1998      | 15                |
| Iriston Vladikavkaz    | 1998      | 16                |
| Jemtchoujina-2 Sotchi  | 1998      | 18                |
| Bechtaou Lermontov     | 1998      | 19                |
| Vitiaz Krymsk          | 1999      | 1 (D4, Krasnodar) |
| SKA Rostov             | 1999      | 1 (D4, Sud)       |

#### Classement
| Rang | Équipe                 | Pts | J  | G  | N  | P  | Bp | Bc  | Diff |
| ---- | ---------------------- | --- | -- | -- | -- | -- | -- | --- | ---- |
| 1    | Kouban Krasnodar R     | 91  | 36 | 29 | 4  | 3  | 80 | 13  | +67  |
| 2    | SKA Rostov P           | 82  | 36 | 25 | 7  | 4  | 71 | 28  | +43  |
| 3    | Kavkazkabel Prokhladny | 79  | 36 | 24 | 7  | 5  | 67 | 32  | +35  |
| 4    | Avtodor Vladikavkaz    | 78  | 36 | 25 | 3  | 8  | 74 | 27  | +47  |
| 5    | Droujba Maïkop R       | 71  | 36 | 20 | 11 | 5  | 80 | 27  | +53  |
| 6    | Angoucht Nazran        | 66  | 36 | 20 | 6  | 10 | 69 | 39  | +30  |
| 7    | Vitiaz Krymsk P        | 63  | 36 | 18 | 9  | 9  | 60 | 52  | +8   |
| 8    | Rostselmach-2 Rostov   | 59  | 36 | 17 | 8  | 11 | 62 | 32  | +30  |
| 9    | Dinamo Makhatchkala    | 50  | 36 | 15 | 5  | 16 | 42 | 45  | -3   |
| 10   | FK Mozdok              | 47  | 36 | 13 | 8  | 15 | 47 | 45  | +2   |
| 11   | FK Slaviansk           | 44  | 36 | 12 | 11 | 14 | 38 | 47  | -9   |
| 12   | Chaktior Chakhty       | 43  | 36 | 12 | 7  | 17 | 36 | 52  | -16  |
| 13   | Jemtchoujina-2 Sotchi  | 41  | 36 | 12 | 5  | 19 | 44 | 61  | -17  |
| 14   | Venets Goulkevitchi    | 37  | 36 | 11 | 4  | 21 | 40 | 77  | -37  |
| 15   | Nart Nartkala          | 37  | 36 | 10 | 7  | 19 | 52 | 65  | -13  |
| 16   | Iriston Vladikavkaz    | 27  | 36 | 7  | 6  | 23 | 39 | 79  | -40  |
| 17   | Torpedo Taganrog       | 19  | 36 | 5  | 4  | 27 | 24 | 74  | -50  |
| 18   | Bechtaou Lermontov     | 17  | 36 | 3  | 8  | 25 | 32 | 80  | -48  |
| 19   | Torpedo Gueorguievsk   | 12  | 36 | 2  | 6  | 28 | 19 | 101 | -82  |

Promotion en deuxième division
- 1er : barrages de promotion

Relégation en quatrième division
- 18e et 19e : relégation

- 13e : rétrogradation

Abréviations
- P : Promu de quatrième division
- R : Relégué de deuxième division

1. ↑  L'équipe 2 du Jemtchoujina Sotchi se retire de la compétition à l'issue de la saison.

### Barrages de promotion
À l'issue de la saison, les six vainqueurs de chaque zone s'affrontent pour déterminer les trois clubs promus en deuxième division. Ces barrages se déroulent dans le cadre d'une confrontation à deux manches et voient s'opposer le Nosta Novotroïtsk au Metallourg Novokouznetsk, le Spartak-Tchoukotka Moscou à l'Avtomobilist Noguinsk, et le Lada-VAZ Togliatti au Kouban Krasnodar. À l'issue de ces confrontations, le Nosta Novotroïtsk, le Spartak-Tchoukotka Moscou et le Lada-VAZ Togliatti sont officiellement promus en deuxième division.
| Équipe                            | Aller | Total | Retour | Équipe                         |
| --------------------------------- | ----- | ----- | ------ | ------------------------------ |
| Nosta Novotroïtsk (Oural)         | 3 - 1 | 4 - 3 | 1 - 2  | (Est) Metallourg Novokouznetsk |
| Spartak-Tchoukotka Moscou (Ouest) | 1 - 1 | 5 - 1 | 4 - 1  | (Centre) Avtomobilist Noguinsk |
| Lada-VAZ Togliatti (Povoljié)     | 2 - 1 | 3 - 2 | 1 - 1  | (Sud) Kouban Krasnodar         |